# 塞普丁修拉共和国
塞普丁修拉共和国（羅馬化：Heptanēsos Politeia），意译七岛共和国，是1800年—1807年由伊奥尼亚群岛中7个主要岛屿组成的一个希腊人自治国家，名义上隶属于奥斯曼帝国，实际为俄罗斯控制。
自17世纪以来，伊奥尼亚群岛一直属于威尼斯共和国。1797年，根据法国将领拿破仑·波拿巴和奥地利签订的《坎波福尔米奥条约》，威尼斯共和国被两国瓜分，伊奥尼亚群岛从而归属于法国统治下。受到法国大革命的鼓舞，当地人民热烈欢迎法国军队的到来，并宣布接受1795年法国宪法，希望能以此推翻外来贵族的压迫。但是，岛民们很快发现法国占领当局对他们课以重税，而且法军士兵屡次在当地发生不轨行为，于是他们开始反抗法国占领者。
1798年，共同参加第二次反法同盟的俄国和奥斯曼帝国联军利用岛民的反抗心理，开始进攻伊奥尼亚群岛。在岛民的帮助下，联军于1799年3月消灭了法国驻军，完全占领群岛。1800年，奥斯曼帝国批准了岛民自拟的宪法，塞普丁修拉共和国作为奥斯曼帝国的附庸国正式成立。俄国军队实际上成为了群岛的保护者，由于他们和岛民一样信奉东正教，得到了岛民的拥护。
1807年，法国和俄国签订《蒂尔西特和约》，根据该条约，俄国放弃对塞普丁修拉共和国的保护，法国重占该群岛，塞普丁修拉共和国宣告灭亡。1809年后，英国开始进攻该群岛，1814年完全占领之，建立了一个英国的保护国——伊奥尼亚群岛合众国。1865年，伊奥尼亚最终并入希腊。